# Groot leermos
Groot leermos (Peltigera canina) is een korstmossoort uit de familie Peltigeraceae. De soort gedijt goed op grazige, kalkrijke plekken, vooral in de duinen samen met klein leermos (Peltigera rufescens).

## Determinatie
Groot leermos is een bladvormig korstmos. Het thallus is muisgrijs tot bruingrijs van kleur. Het midden is aan de bovenzijde bekleed met wittig vilt. De onderkant is wittig, met bleke aders en vertakte rhizinen. De langwerpige lobben zijn ingesneden en maximaal 25 mm breed. De randen opstijgend maar uiteindelijk afhangend. Deze soort heeft geen soralen en isidiën. De apotheciën zijn bruin tot zwart aan de toppen van de lobben en meestal aanwezig.
Groot leermos lijkt op klein leermos, maar deze heeft opstijgende lobben.

## Verspreiding
In Nederland is groot leermos vrij zeldzaam, maar is algemeen in de kustduinen. Het staat op de Nederlandse Rode Lijst in de categorie 'kwetsbaar'.

## Fotogalerij

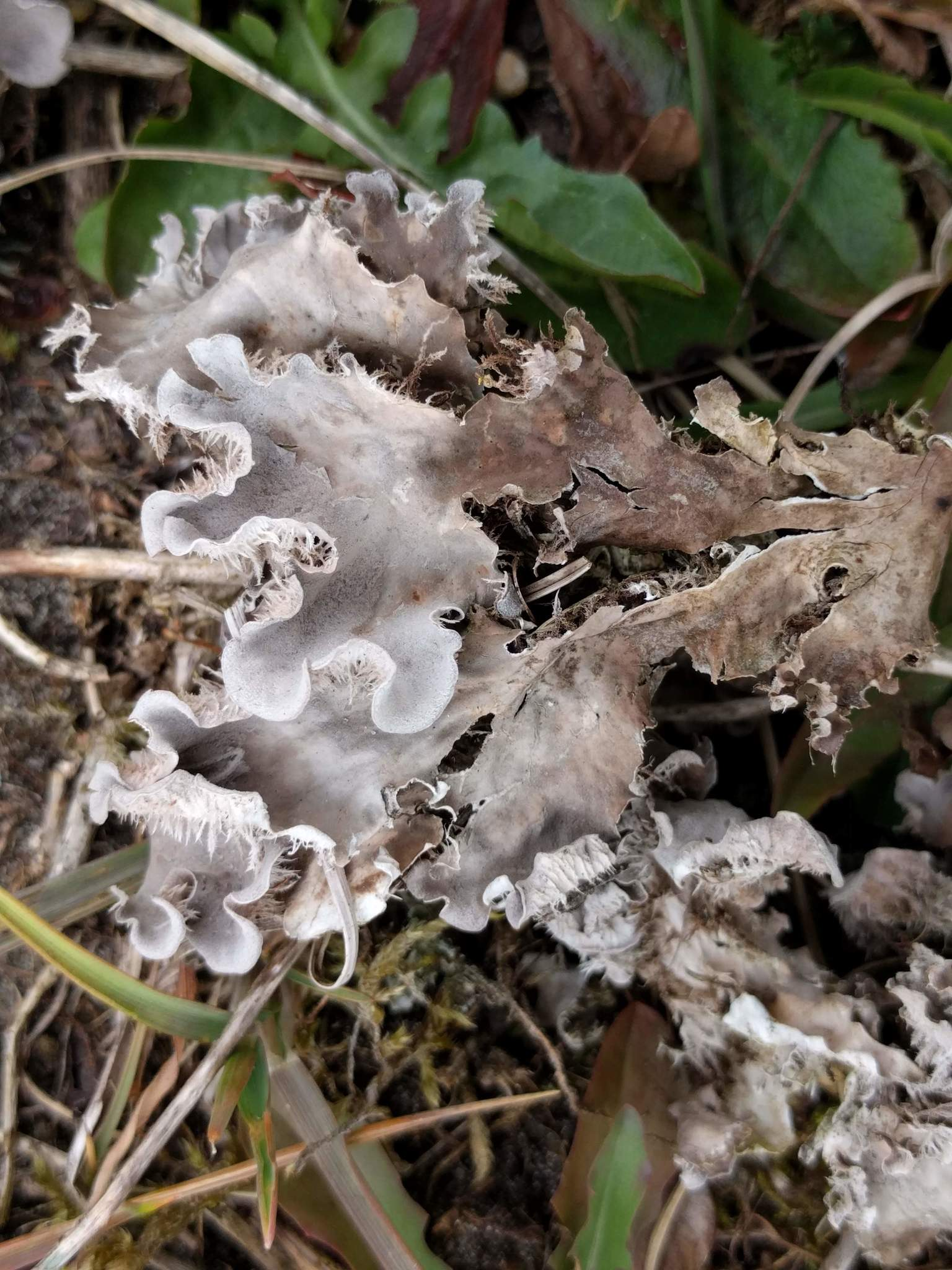
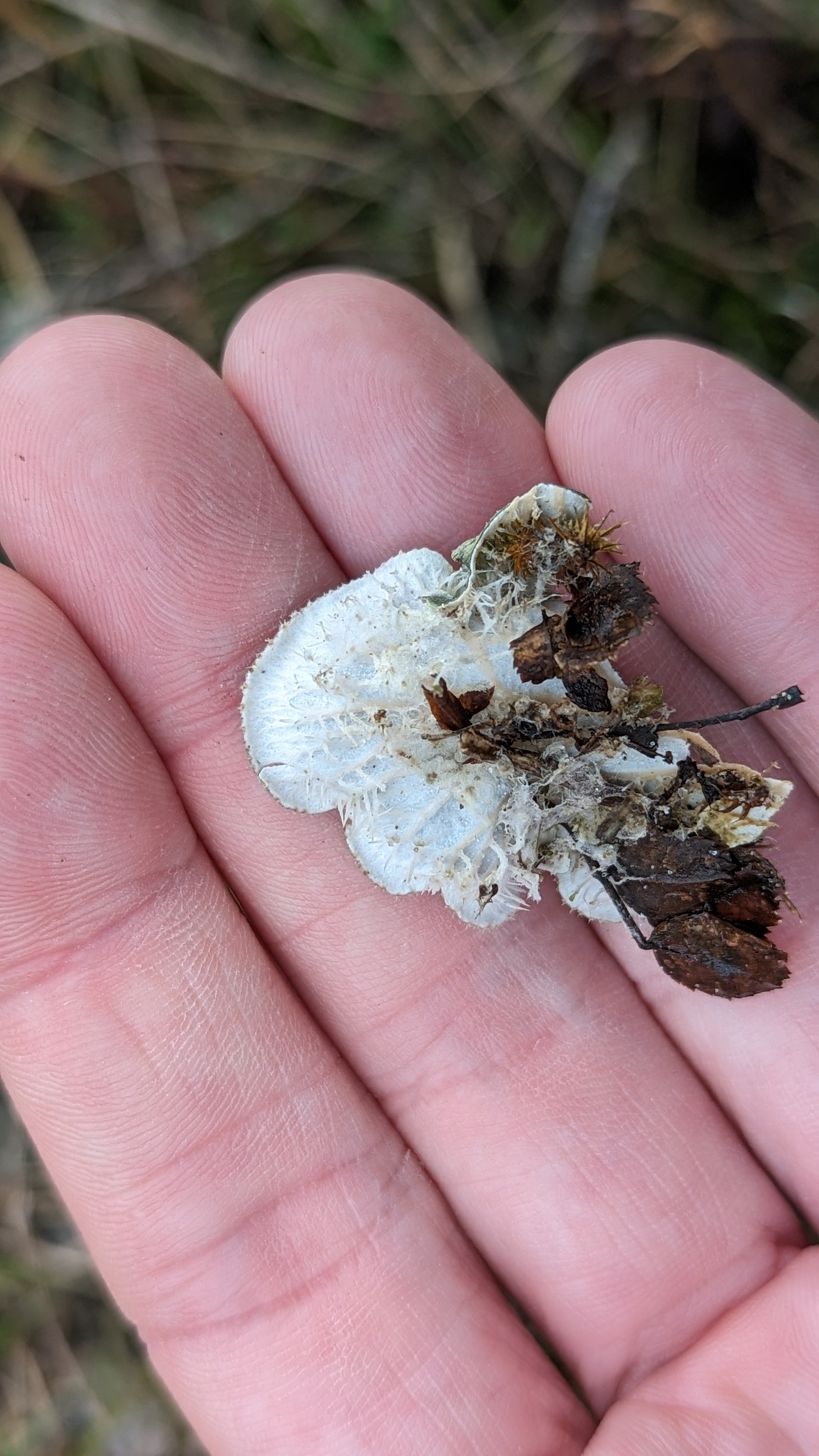
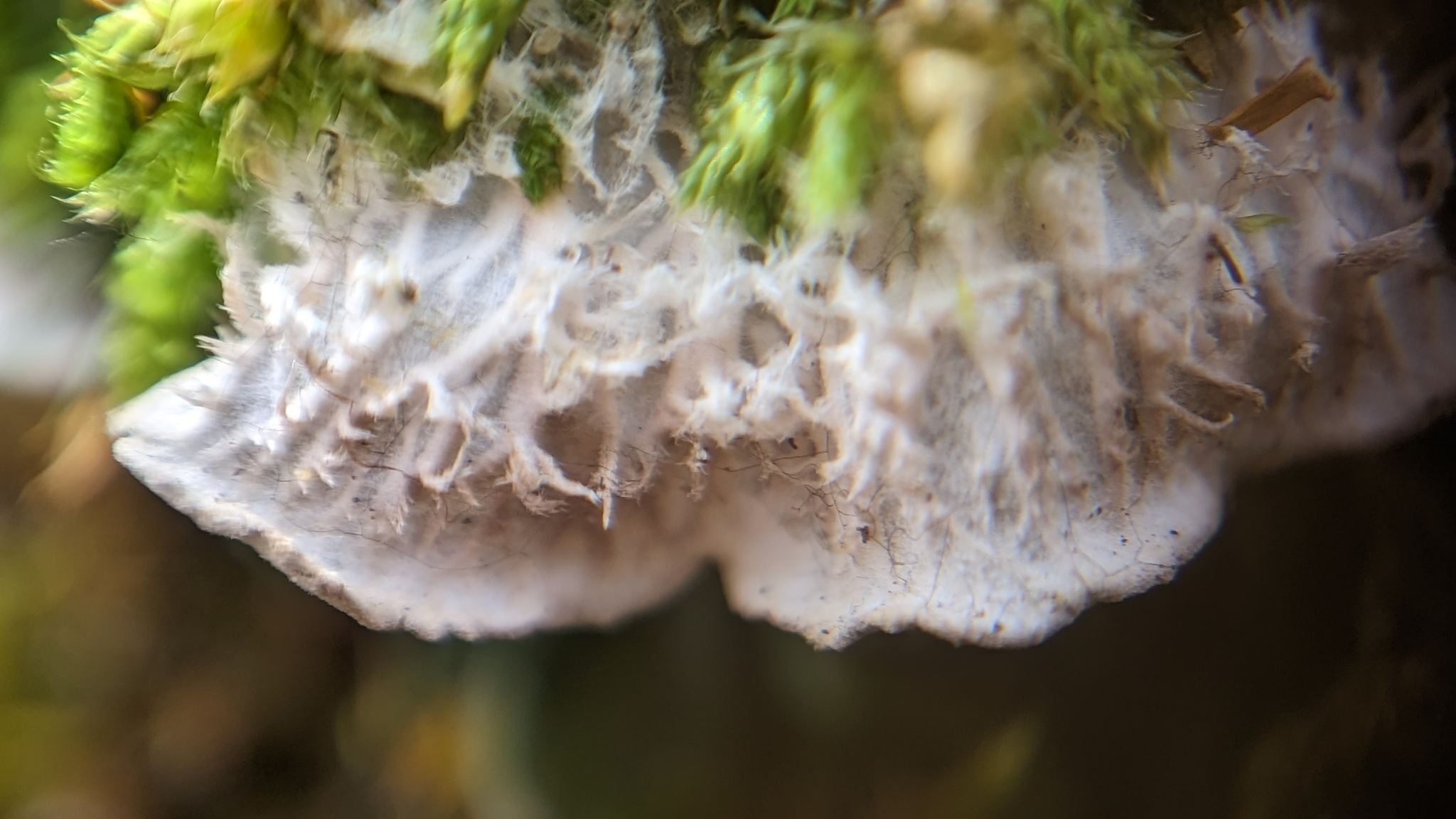
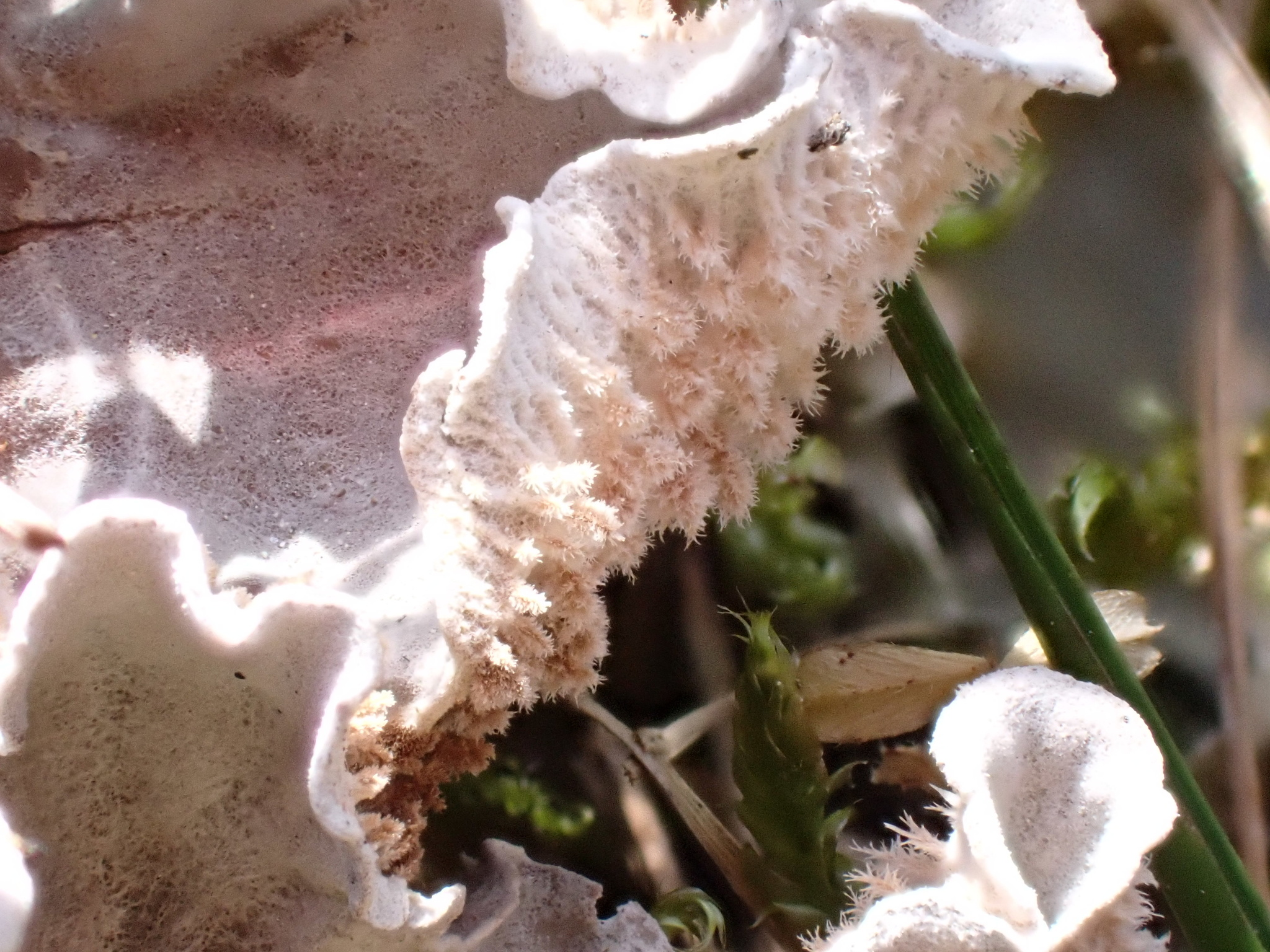